# Nini Flores
Avelino Flores (Corrientes, 26 de marzo de 1966-Corrientes, 7 de agosto de 2016), más conocido por su nombre artístico Nini Flores, fue un acordeonista y bandoneonista chamamecero argentino. Cultivó un estilo sobrio y sofisticado dentro del género.
Durante muchos años formó un dúo con su hermano mayor, Rudi Flores (n. Mburucuyá, 18 de febrero de 1961).

## Biografía
Inició sus estudios musicales en el conservatorio provincial de Corrientes, donde ya estudiaba su hermano.
Primero formaron un dúo de guitarras, hasta que a los doce años Nini empezó a tocar el acordeón.
Nini se volcó también hacia el bandoneón, igual que su padre, el bandoneonista y compositor chamamecero santafesino Avelino Flores (1934 - 2018).

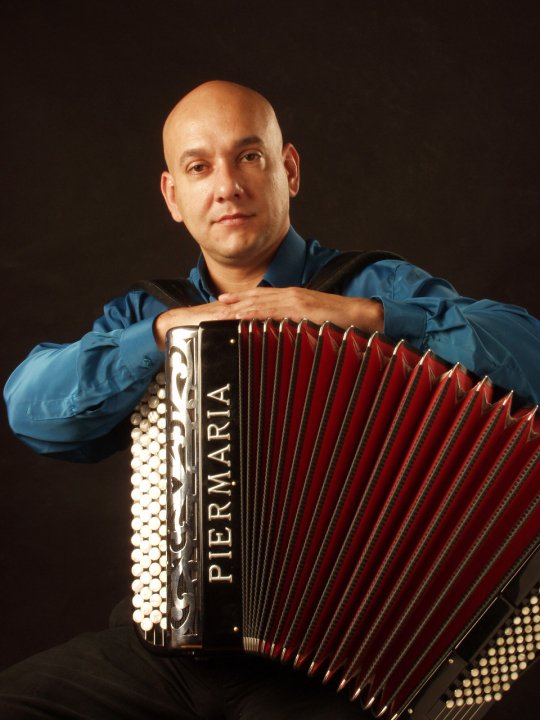
Nini Flores con su acordeón Piermaría, en el ciclo de giras La Música Interior; 28 de agosto de 2015.

Ambos hermanos integraron el conjunto folclórico de su padre, con el que se formaron profesionalmente. Grabaron varios discos y realizaron recitales en todo el circuito de las bailantas chamameceras en las principales ciudades del Litoral argentino.
En 1984
formaron un dúo instrumental con su hermano, y en 1991 viajaron por primera vez a Europa.
Allí triunfaba el acordeonista de chamamé Raúl Barboza, que se radicó en la ciudad de París (Francia) en 1987.
En 1993 grabaron su primer disco en Francia, titulado Chamamé, musique du Paraná, que fue editado por la empresa discográfica francesa Ocorá-France y fue distribuido en Europa, Canadá y Japón.
Desde 1993, Nini Flores grabó ocho álbumes con su hermano, con versiones del cancionero chamamecero tradicional y con temas que componían entre ambos. Entre sus composiciones como solista se destacan
«Refugio de soñadores»,
«Corrientes norte»,
«Añorando»,
«Un vals en París» y
«Noches de San Antonio».

En la provincia de Corrientes, en el norte estaba Cocomarola y en el sur, Montiel. Nosotros vivimos siempre en la Capital y ahí está todo Cocomarola. Montiel tenía un estilo más aguerrido, más dinámico. Cocomarola era más lírico, más tranquilo, más tristón.
Rudi y Nini, en el diario Clarín, 2014

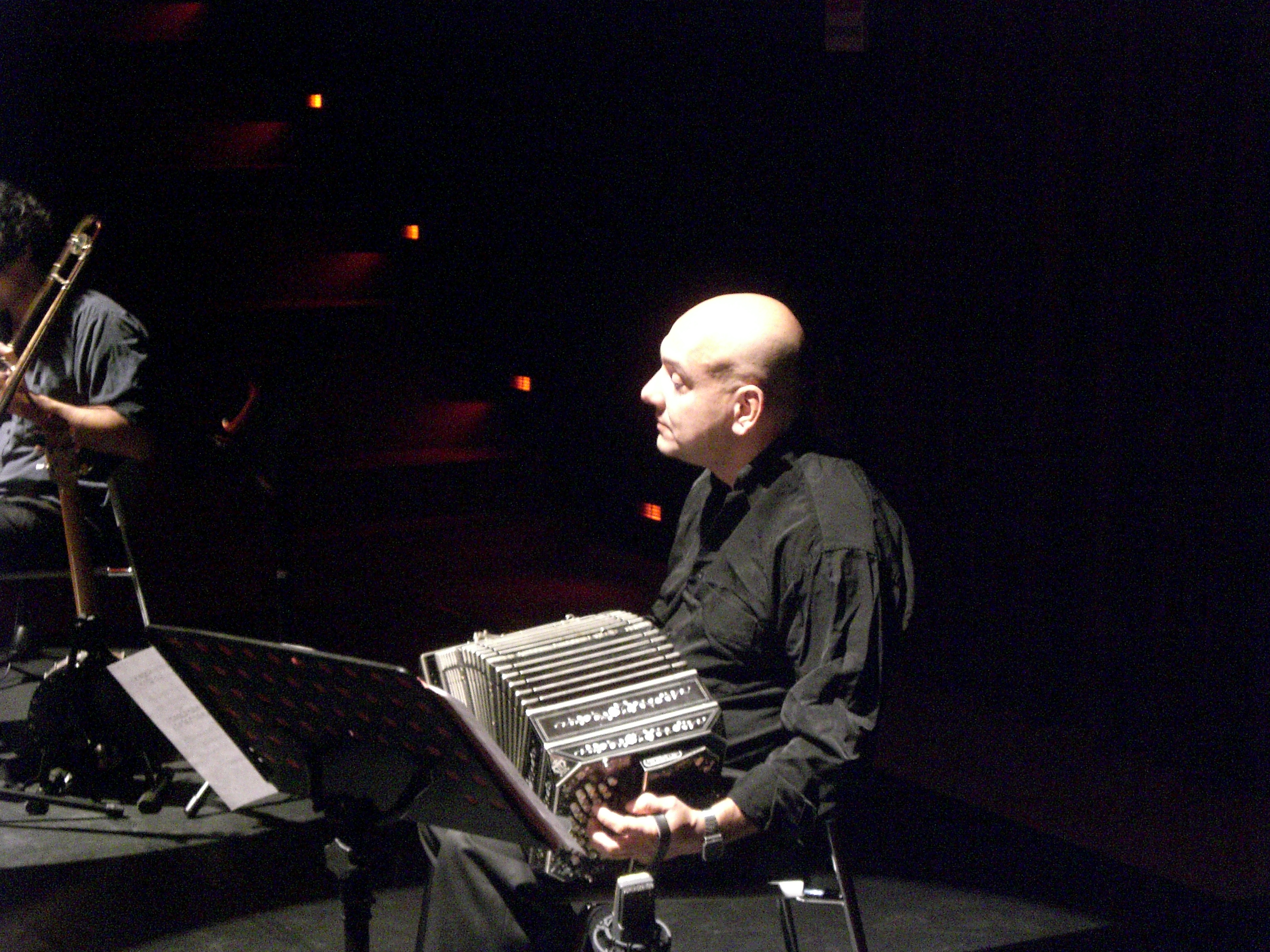
Nini Flores en el Centro Cultural Candiani, en Venecia (Italia), 20 de julio de 2009.

En 1994, Rudi y Nini Flores viajaron a Europa con su padre, y realizaron una gira artística por Países Bajos y Bélgica. En Holanda grabaron un segundo álbum de chamamé: Los Hermanos Flores, Corrientes Norte, para la compañía Lucho.
Continuaron sus presentaciones en Francia y Suiza, con notable éxito.
En 1995, el pianista y compositor argentino Ariel Ramírez los invitó a formar parte de la Misa criolla, y acompañarlo en una gira por varias ciudades de Argentina y Uruguay.
Luego fueron convocados por el grupo folclórico Los Quilla Huasi para participar del álbum En buena compañía, donde acompañaron a figuras como el pianista Mariano Mores, Ariel Ramírez, Eduardo Falú y Horacio Guaraní.
Ese año 1995 se establecieron a vivir en París (Francia),
Los hermanos vivían en casas separadas, pero se juntaban varias veces por semana a tocar en una u otra.

Hay algo de improvisación, pero en general ya tenemos un poco arreglado el tema. A veces alguno de los dos llega con una idea, alguna puntita, y entonces empezamos a ver si se puede desarrollar esa idea. Solemos grabar algunas cosas para no olvidarlas. No escribimos. En el chamamé te ponés a escribir un tema y te sale una porquería.
Rudi y Nini, en el diario Clarín, 2014

En 1996 grabaron en París el álbum Por cielos lejanos, instrumentado de manera minimalista: mientras que un conjunto litoraleño básico suele llevar acordeón y bandoneón, guitarras y contrabajo; rara vez percusión, ya que ―como en el tango―, en el chamamé el ritmo surge de los instrumentos, sin necesidad de subrayarlo.
El disco fue editado por la empresa discográfica argentina Epsa Music, en la colección Guitarras del Mundo, y distribuido tanto en Argentina como en Francia.
En 1998 grabaron Refugio de soñadores, que fue editado por la misma empresa Epsa Music.
Presentaron este disco en el teatro Luis Ángel Arango, en la ciudad de Bogotá (Colombia).
En el año 2000 y 2001 continuaron sus giras por Argentina, Francia y Suiza.
En el año 2001 se presentaron en el festival Guitarras del Mundo (en Buenos Aires), que fue organizado por el guitarrista Juan Falú.
En 2002 hicieron presentaciones en la ciudad de Rabat (Marruecos) y en Haapavesi (Finlandia). De vuelta en Buenos Aires, volvieron a participar en el festival Guitarras del Mundo.
En 2004 grabaron el disco Canto a mi terruño (editado por la empresa Pertal). Desde entonces, el dúo sumó en la mayoría de sus chamamés el contrabajo de Miguel Ángel Encina, y agregaron una eventual segunda guitarra de Juan Falú.

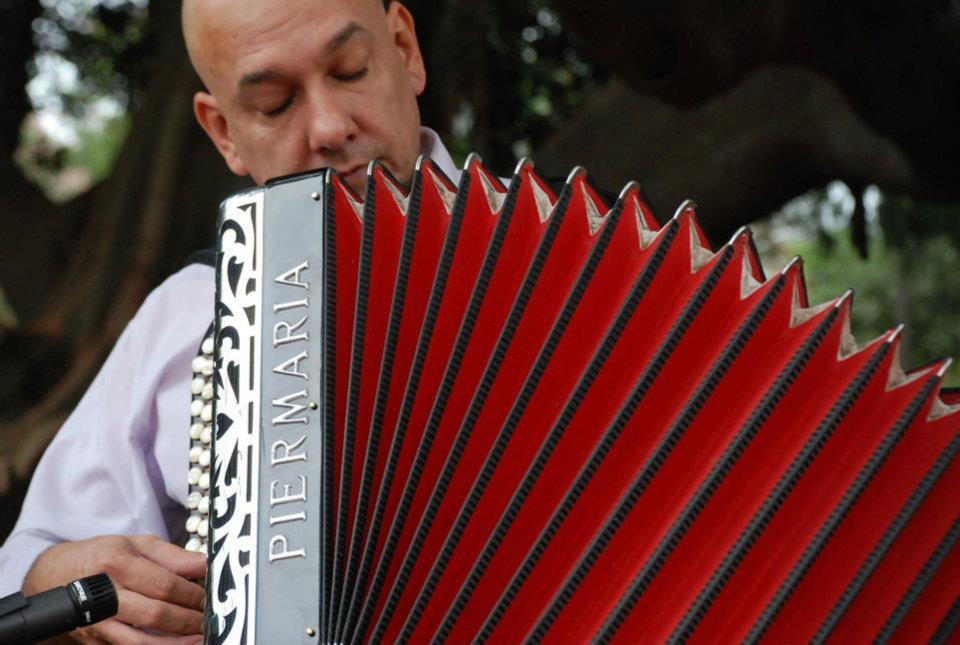
Nini Flores con su acordeón Piermaría (fotografía tomada en exteriores); 28 de agosto de 2015.

En 2005, su padre, Avelino Flores, se retiró de la música profesional ―trabajó siempre en la ciudad de Corrientes, y en ciudades del interior de la provincia.
Rudi Flores se quedó a vivir en Francia, mientras que Nini comenzó a volver a su ciudad natal, Corrientes (Argentina), cada vez más seguido hasta establecerse definitivamente en 2010.
Junto al músico chamamecero Aldy Balestra, organizó anualmente el Festival de Invierno de Chamamé en el Teatro Vera ―el más antiguo de Corrientes―,
y creó una Peña con Gabriel Cocomarola, el nieto de don Tránsito.
Tocó en la Fiesta Nacional del Chamamé ―en la ciudad de Corrientes― y en el Festival de Jineteada y Folclor ―en la ciudad de Diamante (provincia de Entre Ríos)―.
En Argentina, durante la década de 2010, desde el Estado hubo una revalorización de la música autóctona; en 2010 Nini Flores fue nombrado asesor del Área de Folclor y Tango del Ministerio de Cultura de la Nación (en Buenos Aires).
Nini armó un grupo ―en el que tocó principalmente el bandoneón― con la cantante chaqueña Verónica Noguera y el guitarrista santafesino Facundo Rodríguez.
En 2013 participó en el Festival de Tango de Buenos Aires y acompañó al tenor español José Carreras en su visita a Corrientes.
El 13 de septiembre de 2015, Nini tuvo su debut en el teatro Colón (de Buenos Aires),
actuación que vivió con gran felicidad. Tocó acordeón y bandoneón en un trío completado por Facundo Rodríguez (en guitarra) y Juan Pablo Navarro (en contrabajo); y en un quinteto al que se sumaron Matías Martino y Guillermo Rubino. Aquella mañana del domingo Corrientes en pleno pareció hacerse presente en el aristocrático teatro, con visible orgullo y desaforados sapucais (gritos típicos del litoral argentino).
Nini Flores tenía previsto actuar con su quinteto junto con su hermano Rudi en la primera edición del festival Experiencia Piazzolla, una muestra audiovisual prevista entre el 6 y el 11 de septiembre en el Konex Ciudad Cultural (en Buenos Aires).

### Fallecimiento

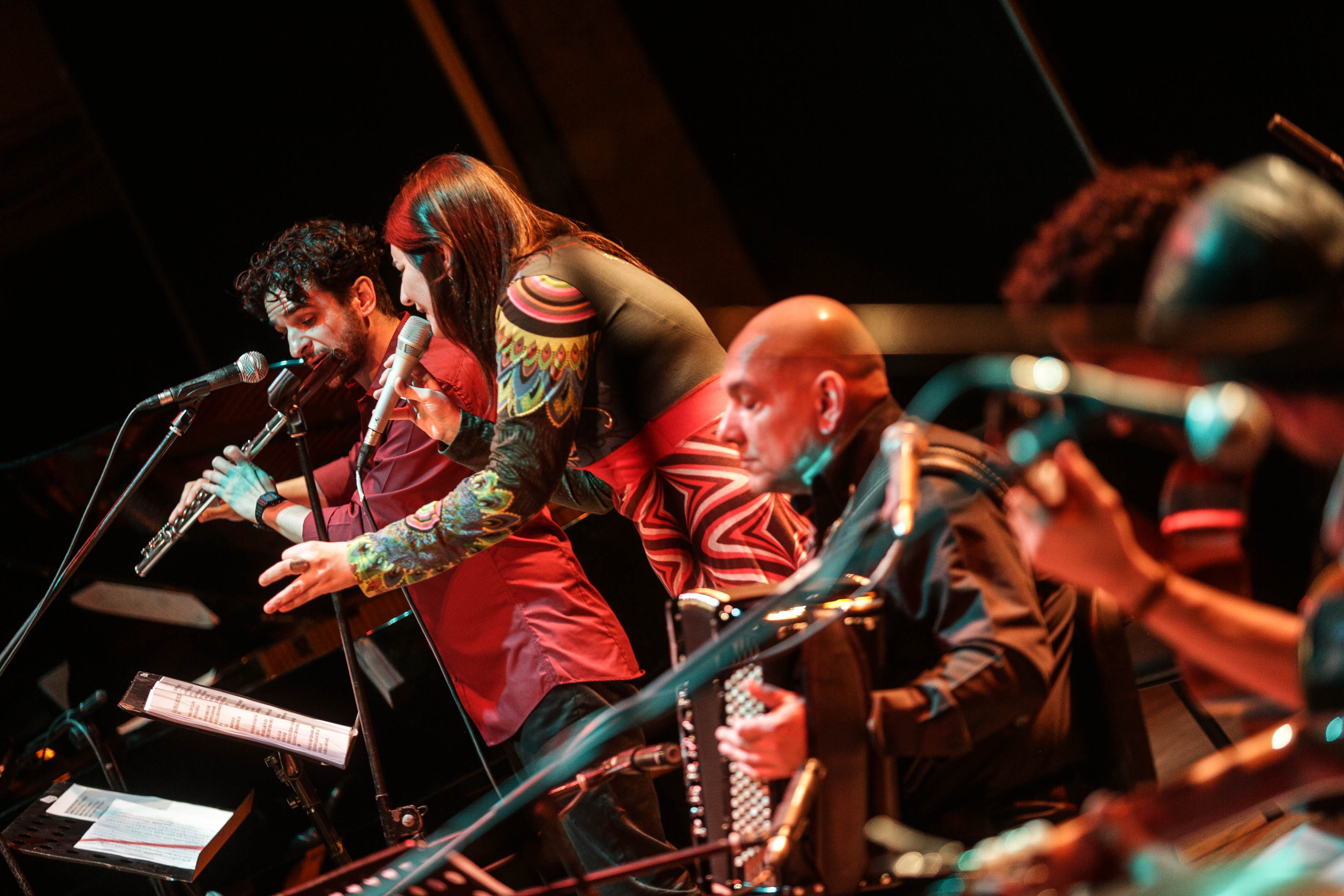
Nini Flores en la gira La Música Interior (en San Miguel de Tucumán) junto a Juan Pablo di Leone (flauta) y Chiqui Ledesma (voz); 5 de septiembre de 2015.

En la mañana del domingo 7 de agosto de 2016, la tía
de Nini Flores lo encontró sin vida en el baño
de su casa sobre la avenida J. R. Fernández, a una cuadra de la avenida Libertad, en el barrio Industrial de la ciudad de Corrientes.
Había fallecido de muerte súbita ―un paro cardiorrespiratorio no traumático―
a los 50 años.
Fue velado en el teatro Juan de Vera, en la ciudad de Corrientes.
Su hermano Rudi, que se encontraba en Buenos Aires en ese momento, viajó a su ciudad natal para asistir al velatorio.
Su padre Avelino, de 82 años, que vive en Corrientes, también asistió al multitudinario funeral.

## Homenajes
Según el Chango Spasiuk, Nini Flores fue «uno de los músicos más inmensos del chamamé».
Las legendarias Hermanas Vera afirmaron que fue «el maestro del fuelle que cambió y creó una generación impresionante. Que en paz descanse».
El humorista Nito Artaza dijo que «para los correntinos, Nini siempre estará donde suene un acordeón».

## Referencias

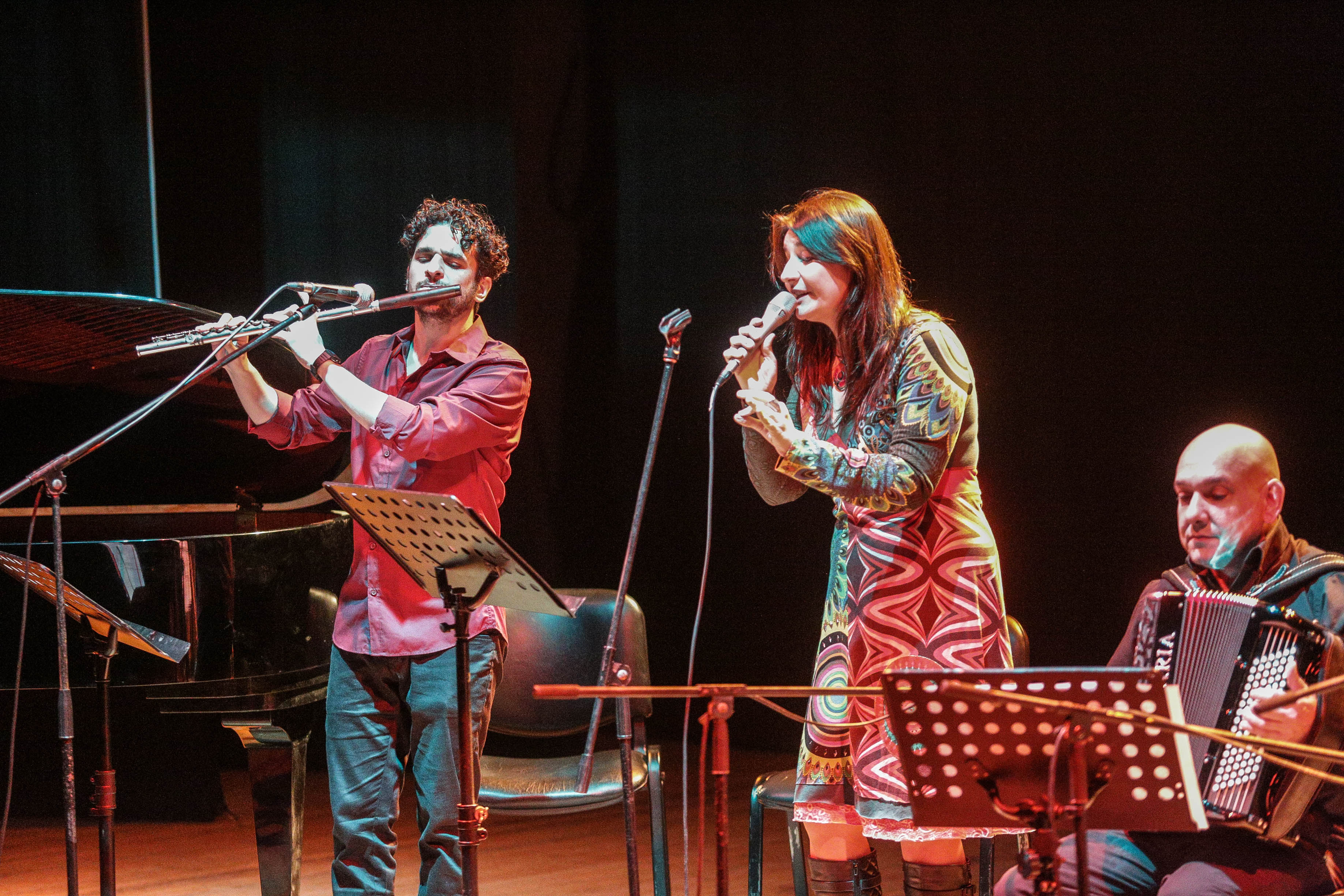
Nini Flores en la gira La Música Interior (en San Miguel de Tucumán) junto a Juan Pablo Di Leone (flauta) y Chiqui Ledesma (voz); 5 de septiembre de 2015.